# Grunow Peak
Der Grunow Peak ist ein 3206 m hoher Berg in der antarktischen Ross Dependency. Im Königin-Maud-Gebirge ragt er unmittelbar südlich des Kutschin Peak und etwa 72,5 km südlich des Zentrums des Amundsen-Gletschers am Südwestrand des Nilsen-Plateaus auf.
Das Advisory Committee on Antarctic Names benannte ihn 2017 nach Anne Grunow von der Ohio State University, die unter anderem von 1985 bis 1996 in 12 Feldforschungskampagnen in unterschiedlichen Gebieten in Antarktika an tektonischen Vermessungen und daran angeschlossenen Kartierungen beteiligt war.